# Marinette County
Das Marinette County ist ein County im US-amerikanischen Bundesstaat Wisconsin. Im Jahr 2020 hatte das County 41.872 Einwohner und eine Bevölkerungsdichte von 11,5 Einwohnern pro Quadratkilometer. Der Verwaltungssitz (County Seat) ist Marinette.

## Geografie
Das County liegt im Nordosten von Wisconsin und hat eine Fläche von 4015 Quadratkilometern, wovon 384 Quadratkilometer Wasserfläche sind.
Im Marinette County münden der Peshtigo River und der die Grenze zu Michigan bildende Menominee River in die Green Bay des Michigansees.
An das Marinette County grenzen folgende Nachbarcountys:
| Florence County | Dickinson County (Michigan) |                             |
| Forest County   |                             | Menominee County (Michigan) |
| Oconto County   |                             |                             |

## Geschichte
Das Marinette County wurde 1879 aus Teilen des Oconto County gebildet. Benannt wurde es, ebenso wie die Bezirkshauptstadt nach Marguerite Chevallier einer frühen Besitzerin eines Handelsposten, auch Queen Marinette genannt.

## Bevölkerung
Nach der Volkszählung im Jahr 2010 lebten im Marinette County 41.749 Menschen in 18.855 Haushalten. Die Bevölkerungsdichte betrug 11,5 Einwohner pro Quadratkilometer. In den 18.855 Haushalten lebten statistisch je 2,15 Personen.
Ethnisch betrachtet setzte sich die Bevölkerung zusammen aus 97,2 Prozent Weißen, 0,4 Prozent Afroamerikanern, 0,7 Prozent amerikanischen Ureinwohnern, 0,6 Prozent Asiaten sowie aus anderen ethnischen Gruppen; 1,1 Prozent stammten von zwei oder mehr Ethnien ab. Unabhängig von der ethnischen Zugehörigkeit waren 1,4 Prozent der Bevölkerung spanischer oder lateinamerikanischer Abstammung.
19,7 Prozent der Bevölkerung waren unter 18 Jahre alt, 59,6 Prozent waren zwischen 18 und 64 und 20,7 Prozent waren 65 Jahre oder älter. 50,2 Prozent der Bevölkerung waren weiblich.

Das jährliche Durchschnittseinkommen eines Haushalts lag bei 41.533 USD. Das Pro-Kopf-Einkommen betrug 23.689 USD. 13,1 Prozent der Einwohner lebten unterhalb der Armutsgrenze.

## Ortschaften im Marinette County
Citys
- Marinette
- Niagara
- Peshtigo

Villages
- Coleman
- Crivitz
- Pound
- Wausaukee

Census-designated places (CDP)
- Amberg
- Dunbar
- Goodman
- Pembine

Andere Unincorporated Communities
| - Athelstane - Bagley Junction - Beaver - Beecher - Beecher Lake - Cedarville | - County Line1 - Goll - Harmony - Kremlin - Loomis - May Corner | - McAllister - Middle Inlet - Miles - Packard - Porterfield - Rubys Corner | - Sweetheart City - Wagner - Walsh - White Pine Haven - Wilcox |

1 – teilweise im Oconto County

## Gliederung
Das Marinette County ist neben den drei Citys und vier Villages in 18 Towns eingeteilt:
| Town               | Einwohner (2010) | FIPS     |
| ------------------ | ---------------- | -------- |
| Town of Amberg     | 726              | 55-01675 |
| Town of Athelstane | 504              | 55-03525 |
| Town of Beaver     | 1146             | 55-05800 |
| Town of Beecher    | 724              | 55-06000 |
| Town of Dunbar     | 1094             | 55-21000 |
| Town of Goodman    | 619              | 55-29775 |

| Town                 | Einwohner (2010) | FIPS     |
| -------------------- | ---------------- | -------- |
| Town of Grover       | 1768             | 55-31725 |
| Town of Lake         | 1135             | 55-41075 |
| Town of Middle Inlet | 840              | 55-51537 |
| Town of Niagara      | 853              | 55-57350 |
| Town of Pembine      | 889              | 55-61775 |
| Town of Peshtigo     | 4057             | 55-62200 |

| Town                 | Einwohner (2010) | FIPS     |
| -------------------- | ---------------- | -------- |
| Town of Porterfield  | 1971             | 55-64275 |
| Town of Pound        | 1425             | 55-64775 |
| Town of Silver Cliff | 491              | 55-73975 |
| Town of Stephenson   | 3006             | 55-77000 |
| Town of Wagner       | 681              | 55-83050 |
| Town of Wausaukee    | 1066             | 55-84550 |